# Hank Landry
General-bojnik Hank Landry je izmišljeni lik iz znanstveno fantastične TV serije Zvjezdana vrata SG-1. Pojavljuje se u devetoj sezoni i preuzima vodstvo nad ekipom Zvjezdanih vrata nakon što je Jack O'Neill postao glavni savjetnik za izvanzemaljska pitanja predsjedniku. Na ovo mjesto je postavljen od strane predsjednika Henryja Hayesa. Zajedno s njim, u Zvjezdana vrata na mjesto glavnog doktora dolazi i njegova kćer, dr. Carolyn Lam. Hank je dobar prijatelj sa svoja oba prethodnika; Jackom i generalom Hammondom. Bio je pilot u Vijetnamskom ratu i njegov zrakoplov je bio srušen te je proveo 8 dana u džungli.

## Vanjske poveznice
- Opis likova s Gateworlda - Hank Landry (engleski).